# Ánh sáng Trái Đất (thiên văn học)

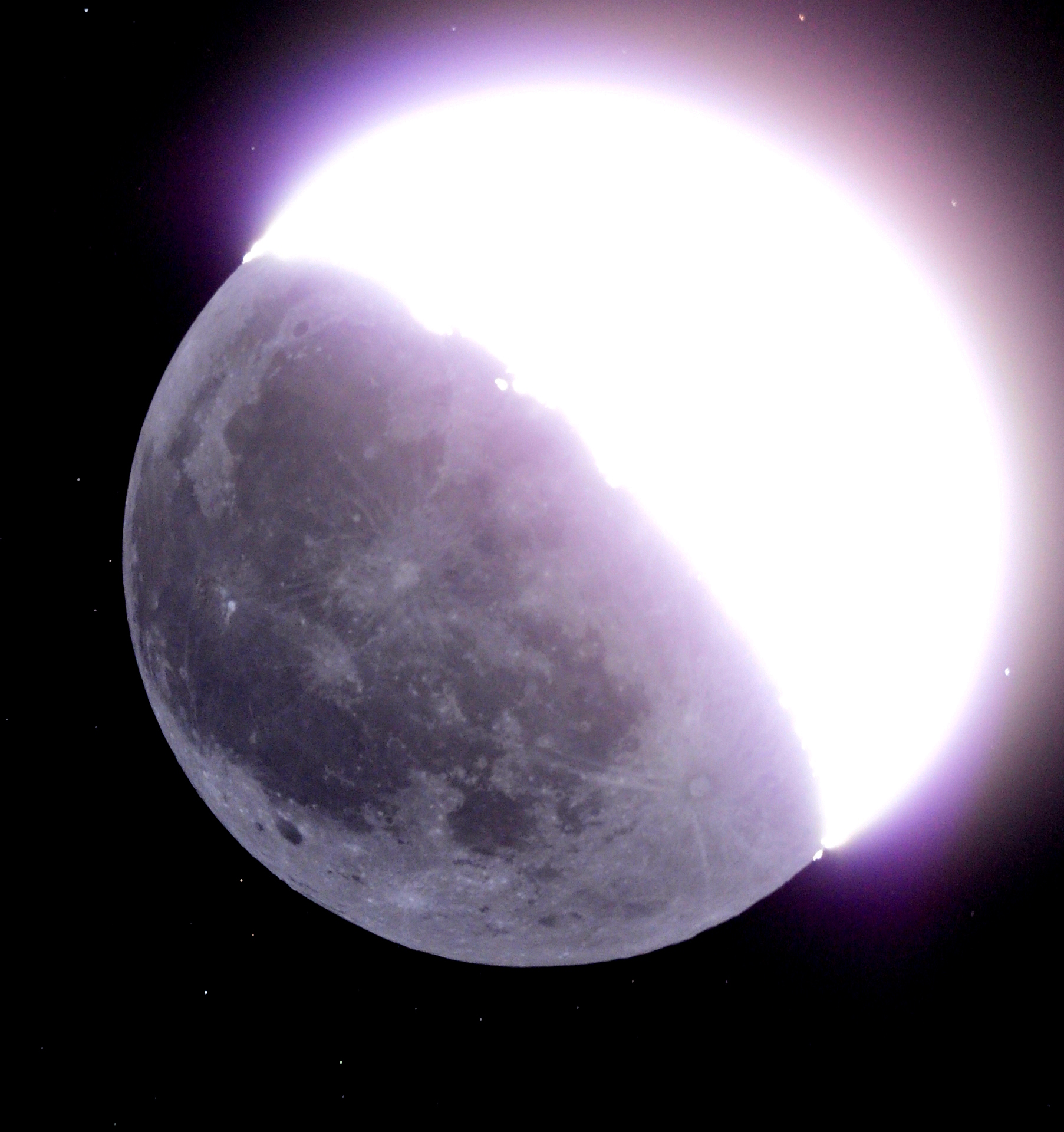
Trong pha lưỡi liềm, phần tối hơn của Mặt Trăng phản chiếu ánh sáng mặt trời gián tiếp phản xạ từ Trái Đất, trong khi phần kia phản chiếu ánh sáng mặt trời trực tiếp.

Ánh sáng Trái Đất (tiếng Anh: earthlight) là hiện tượng phản xạ khuếch tán của ánh sáng Mặt Trời từ bề mặt Trái Đất và mây lên bề mặt Mặt Trăng. Hiện tưọng này có liên quan trực tiếp đến hiện tượng ánh đất (earthshine), còn được gọi là hiện tượng ánh sáng màu tro (ashen glow) của Mặt Trăng, là một hiện tượng xảy ra khi phần tối (phần không được chiếu sáng trực tiếp) của Mặt Trăng được chiếu sáng một cách mờ nhạt nhờ ánh sáng phản xạ lại từ Trái Đất. Ánh đất là một ví dụ về ánh hành tinh (planetshine).
Hiện tượng này có thể nhìn thấy rõ nhất từ Trái Đất vào ban đêm (hoặc chạng vạng thiên văn) vào khoảng một vài ngày trước hoặc sau ngày trăng non, khi pha Mặt Trăng là một lưỡi liềm mỏng. Vào những đêm này, toàn bộ đĩa mặt trăng đều có ánh sáng trực tiếp và gián tiếp, và do đó đủ độ khác biệt về độ sáng để phân biệt. Ánh sáng hắt từ Trái Đất được nhìn thấy rõ nhất sau khi hoàng hôn trong kỳ trăng lưỡi liềm đầu tháng (trên bầu trời phía tây) và trước khi bình minh trong thời gian trăng lưỡi liềm cuối tháng (trên bầu trời phía đông).
Thuật ngữ ánh sáng Trái Đất cũng sẽ phù hợp với người quan sát ở vùng ban đêm trên Mặt Trăng nhìn thấy Trái Đất, hoặc đối với một phi hành gia bên trong một con tàu vũ trụ nhìn Trái Đất qua cửa sổ. Arthur C. Clarke sử dụng nó theo nghĩa này trong tiểu thuyết Earthlight của mình. Từ điển tiếng Anh Oxford cũng có từ này.